# .ht
.ht este un domeniu de internet de nivel superior, pentru Haiti (ccTLD).